# Rosy Mazzacurati
Rosy Mazzacurati (Ferrara, 1936) é uma ex-atriz de cinema e teatro italiana.

## Biografia
Nascida em Ferrara, Mazzacurati foi filha do escultor e pintor Renato Marino Mazzacurati. Mudou-se para Roma, onde se matriculou no Centro Sperimentale di Cinematografia, graduando-se em 1953. Fez sua estreia no cinema um ano antes, no drama de Leonardo Cortese, Art. 519 codice penale.
Durante sua carreira, Mazzacurati foi frequentemente elenco coadjuvante, nomeadamente, desempenhando um papel em A Noite, de Michelangelo Antonioni. Também foi ativa no palco (teatro). Mazzacurati aposentou-se em meados dos anos 1960.